# Cottage Point
Cottage Point é um subúrbio do norte de Sydney, no estado da Nova Gales do Sul, na Austrália, 38 quilômetros ao norte do distrito empresarial central de Sydney, na área do governo local do Conselho de Northern Beaches. Cottage Point faz parte da região Northern Beaches. Em 2011, sua população era de 113 habitantes.